# 東海大学 (台湾)
東海大学（とうかいだいがく、Tunghai University）は、台中市西屯区に本部を置く台湾の私立大学。1955年に設置された。大学の略称は東大（とうだい）、東海（とうかい）。

## 歴史
中華民国政府が国共内戦の結果台湾に移転した後、中国大陸に存在していたキリスト教系大学の関係者が、台湾で大学を復興させることを計画した13校の一つとして東海大学が復興された。
1955年に台湾で最初の私立大学として設立されたキリスト教系の大学（ミッション系大学）である。
設立当時は文学部と理学部しかなかったが、現在は9つの学部、34の学科と規模を拡大し、総合大学として転換している。

## キャンパス
東海大学のキャンパスは、1960年に完成した。面積は、牧場を含め135.65ヘクタールと大規模であり、キャンパスの西側から、教学区・宿舎区・活動区・牧場区に分けられる。東側では第2教学区の建設が行われている。
2021年1月21日、台中市政府で開学時のキャンパスの文化資産（文化景観）登録審議が通過。キャンパスが文化景観となるのは台湾初の事例となる。
|      |              |
| 正門 | 東大行政中心 |

## 沿革

### 年表
| 年     | 月日     | 事跡                                                 |
| ------ | -------- | ---------------------------------------------------- |
| 1950年 | -        | 台中市西屯区大度山に「東海大学」を建設することが決定 |
| 1953年 | 11月11日 | キャンパス起工式                                     |
| 1955年 | 7月      | 第1回生徒募集。文学部と理学部を置く                  |
| 1955年 | 11月2日  | 開校式典                                             |
| 1958年 |          | 工学部を新設                                         |
| 1963年 | 11月     | 路思義教堂が竣工                                     |
| 1972年 | -        | 夜間部を新設                                         |
| 1973年 | -        | 実習農牧場を設置                                     |
| 1976年 | -        | 商学部を新設                                         |
| 1980年 | -        | 農学部と社会科学部を新設                             |
| 2007年 | -        | 芸術・クリエイティブデザイン学部を新設               |
| 2009年 | -        | 法学部を新設                                         |

## 組織

### 学部・研究科
| | |
| - 文学部 - 中国文学科および研究科 - 外国文学科および研究科 - 日本語学科および研究科 - 歴史学科および研究科 - 哲学学科および研究科 - 英語センター - 理学部 - 物理学科および研究科 - 化学学科および研究科 - 生命科学科および研究科 - 応用数学科および研究科 - 工学部 - 化学工学・材料工学科および研究科 - 工業工学・経営情報学科および研究科 - 環境科学・工学学科および研究科 - 情報工学科および研究科 - 電機工学科および研究科 - デジタルイノベーション碩士課程 - 自動化及び企業協同研発センター - 管理学部 - 企業管理学科および研究科 - 国際貿易学科および研究科 - 会計学科および研究科 - 統計学科および研究科 - 財務金融学科および研究科 - 情報管理学科および研究科 - 農学部 - 畜産バイオテクノロジー学科および研究科 - 食品科学学科および研究科 - ホスピタリティーマネジメント学科および研究科 - 運動休閒・健康管理進修学士課程 - 生物技術課程 - 動物実験照護・使用委員会 - 農業推進センター | - 社会科学部 - 経済学科および研究科 - 政治学科（国際関係、政治理論）および研究科 - 社会学科および研究科 - ソーシャルワーク学科および研究科 - 公共行政学科および研究科 - 教育研究所 - 都市及び地域発展研究センター - 東アジア社会経済研究センター - 師資培育センター - 幸福な家族研究推進センター - 芸術・クリエイティブデザイン学部 - 建築学科および研究科 - 工業デザイン学科および研究科 - 景観学科および研究科 - 美術学科および研究科 - 音楽学科および研究科 - 建築研究センター - 法学部 - 法律学科および研究科 - 医事法研究センター - 企業法制研究センター - 国際学部 - 国際経営管理学士課程 - 持続可能性科学と工学学士課程 - 進修推進部 - 情報工学・科学進修学士課程 - 法律学科進修学士課程 - 経済学科進修学士課程 - 美術進修学士課程 |

### 研究機関

#### 研究センター
- 生命科学研究センター
- 大陸社会及び管理研究センター
- ナノテクノロジー研究センター
- 熱帯生態学及び生物多様性研究センター

#### 技術センター
- ソフトウェア工学及び技術センター

### 附属機関
- 實習農牧場・乳製品加工場
- 校友会館

### 教育機関
- 東海大学附属実験高級中学（高中部、国中部、小学部、幼兒園）

## 建築物

### チャペル

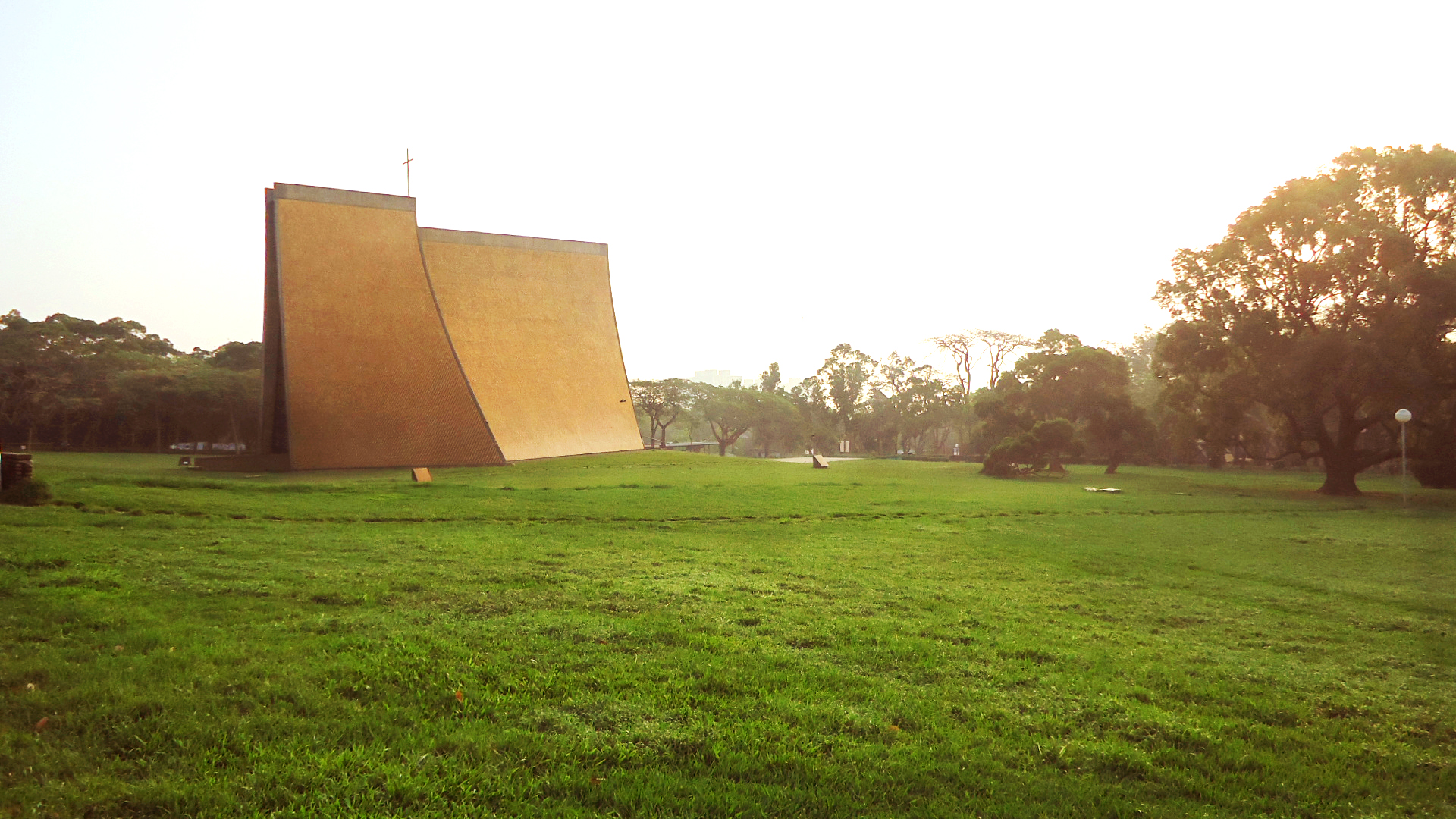
路思義教堂

東海大學の路思義教堂（The Luce Chapel，ル‧ルーシー・チャペル・仮訳）は、柱を1本も使わず、屋根そのものが建築自体を支える仕組みで作られた。
非常に奇妙な形にしており、世界にも有名な建築である。建築家イオ・ミン・ペイ（貝聿銘）の代表作の一つ。
路思義教堂を参照。

## 歴代学長
| 代    | 氏名   | 任期            |
| ----- | ------ | --------------- |
| 初代  | 曽約農 | 1955年 - 1957年 |
| 第2代 | 呉德耀 | 1958年 - 1971年 |
| 第3代 | 謝明山 | 1972年 - 1977年 |
| 第4代 | 梅可望 | 1978年 - 1991年 |
| 第5代 | 阮大年 | 1992年 - 1994年 |
| 第6代 | 王亢沛 | 1995年 - 2003年 |
| 第7代 | 程海東 | 2004年 - 2012年 |
| 代理  | 葉芳栢 | 2012年 - 2013年 |
| 第8代 | 湯銘哲 | 2013年 - 2015年 |
| 第9代 | 王茂駿 | 2016年 -        |

## 姉妹校
- 日本：東海大学、早稲田大学、群馬大学、大分大学、千葉大学、国際基督教大学、関西学院大学、高知大学、山口大学、桃山学院大学、佛教大学、立命館大学
- 韓国：建国大学校、延世大学校、梨花女子大学校
- 中華人民共和国：北京大学、復旦大学、中山大学、四川大学、浙江大学
- 香港：城市大学、中文大学、嶺南大学
- フィリピン：フィリピン大学
- ベトナム：ベトナム科学技術アカデミー
- タイ：チュラーロンコーン大学、タンマサート大学、チエンマイ大学
- マレーシア：マラヤ大学
- インドネシア：インドネシア大学
- アメリカ合衆国：ミシガン州立大学、ボストン大学、ワシントン州立大学 (プルマン)
- パナマ：スミソニアン熱帯研究所
- アルゼンチン：コルドバ大学
- ブラジル：サンパウロ大学
- イギリス：オックスフォード・ブルックス大学
- アイルランド：ダブリンシティ大学
- ドイツ：ヴェストファーレン・ヴィルヘルム大学
- フランス：ルクセンブルク大学
- オーストラリア：ウーロンゴン大学、グリフィス大学、ニューサウスウェールズ大学

## 主な出身者

### 政治家
- 蔡其昌- 副立法院長
- 田弘茂 - 海峡交流基金会董事長、元外務大臣
- 游錫堃 - 台湾の政治家。前民進党主席、前総統府秘書長、元行政院長
- 陳明文 - 元台湾嘉義県県知事。民主進歩党（民進党）所属
- 詹春柏 - 前総統府秘書長、前国民党副主席

### 国会議員
- 江昭儀 - 国会議員、民進党所属
- 邱鏡淳 - 国会議員、新竹県知事、国民党所属
- 紀國棟 - 国会議員
- 范巽綠 - 前国会議員、教育部政務次長

### 教授
- 杜維明 - 台湾大学、香港中文大学、パリ大学などで客員教授を歴任、長江商学院で名誉教授及び人文委員会主席
- 郎咸平 - 香港中文大学財務学部の主席教授
- 郭榮趙 - 元中国文化大学、中国医薬大学、華梵大学学長

### 作家
- 司馬文武 - 作家
- 九把刀 - 作家

### その他
- 黄騰輝 - 台湾の芸術家、実業家。イングリッシュティーチェーン「ローズハウス」（古典玫瑰園）の創業オーナー
- 烏元彥 - 駐ソロモン諸島台湾大使
- 姚仁喜 - 故宮南院などを手がけた建築家